# 胡元坤
胡元坤（1970年1月—），中华人民共和国政治人物。江苏沭阳人，汉族，中国共产党党员。

## 生平
曾在中华人民共和国农业部任职。後出任中共成都市委常委、组织部部长，四川省眉山市市长等职。2021年初任中共眉山市委员会书记，直到2024年9月去职，随即转任中共四川省委组织部副部长。2025年7月，任四川省人民政府党组成员、办公厅党组书记。